# 国民健康保険和寒町立診療所
国民健康保険和寒町立診療所（わっさむちょうりつしんりょうじょ）は、北海道上川郡和寒町字西町111番地にある診療所。もとは国民健康保険町立和寒病院であった。

## 沿革
2019年（令和元年） - 2021年3月までに無床診療所化する方針を固めた。